# Fakenham Magna
Fakenham Magna is een civil parish in het bestuurlijke gebied St. Edmundsbury, in het Engelse graafschap Suffolk met 160 inwoners.